# Helius brevioricornis
Helius brevioricornis là một loài ruồi trong họ Limoniidae. Chúng phân bố ở miền Cổ bắc.